# خانه ابراهیم سلیمی و مهین اشجاری
خانه ابراهیم سلیمی ومهین اشجاری مربوط به دوره معاصر است و در شهرستان فومن، شهرک تاریخی ماسوله واقع شده و این اثر در تاریخ ۲۵ اسفند ۱۳۸۰ با شمارهٔ ثبت ۵۲۱۱ به‌عنوان یکی از آثار ملی ایران به ثبت رسیده است.